# Lehrerwohnhäuser Schulstraße
Die ehemaligen Lehrerwohnhäuser Schulstraße Nr. 12 und Nr. 14 im niedersächsischen Nordenham im Landkreis Wesermarsch stammen vom Anfang des 20. Jahrhunderts.

Aktuell (2023) werden sie als Wohnhäuser, für das Archiv des Rüstringer Heimatbundes (Nr. 12) und als Therapiepraxis (Nr. 14) genutzt.
Die Gebäude stehen unter Denkmalschutz (siehe auch Liste der Baudenkmale in Nordenham).

## Geschichte
Die giebelständigen Lehrerwohnhäuser entstanden wohl um die 1900er Jahre gegenüber der damaligen Volksschule von 1892 (heute Museum Nordenham)
- als Nr. 12 das ein- und zweigeschossige verputzte Gebäude auf Sockel mit Satteldach, Giebelrisalit, gerahmten eckigen Fenstern sowie geschossteilendem Gesims und horizontalen Fugen im EG,[1]
- und als Nr. 14 das zweigeschossige verputzte Gebäude auf Sockel mit Krüppelwalmdach sowie gerahmten eckigen Öffnungen und geschossteilendem Gesimsband.[2]

Das Landesdenkmalamt befand zur Bedeutung: „… geschichtlich, städtebaulich … .“